# Municipio Guadalupe (Zacatecas)
Koordinaten: 22° 45′ N, 102° 30′ W
Guadalupe ist ein Municipio im mexikanischen Bundesstaat Zacatecas. Das Municipio umfasst eine Fläche von 819 km². Im Jahr 2010 hatte Guadalupe eine Bevölkerung von 159.991 Einwohnern. Verwaltungssitz und einwohnerreichster Ort des Municipios ist das gleichnamige Guadalupe.
Guadalupe ist das nach Einwohnern zweitgrößte Municipio des Bundesstaates sowie noch vor Zacatecas und Morelos das größte der drei Municipios, die die Zona Metropolitana de Zacatecas bilden.

## Geographie
Das Municipio Guadalupe liegt östlich des Zentrums des Bundesstaats Zacatecas auf einer Höhe zwischen 200 m und 2800 m. Es zählt etwa je zur Hälfte zu den physiographischen Provinzen der Sierra Madre Occidental und der Mesa del Centro. 86 % des Municipios liegen in der hydrographischen Region El Salado, der Rest entwässert über den Río Lerma in den Pazifik. Geologisch wird das Gemeindegebiet von Alluvialboden dominiert (58,5 %), knapp ein Viertel des Municipios wird von Extrusivgestein, insbesondere Tuff eingenommen. Vorherrschende Bodentypen sind mit je zwischen 23 und 27 % der Gemeindefläche Kastanozem, Leptosol und Calcisol. Mehr als 55 % der Gemeindefläche werden ackerbaulich genutzt, gut 30 % sind von Gestrüpp bedeckt.
Das Municipio Guadalupe grenzt an die Municipios General Pánfilo Natera, Trancoso, Ojocaliente, Genaro Codina, Zacatecas, Vetagrande, Pánuco und Villa de Cos sowie an den Bundesstaat San Luis Potosí.

## Bevölkerung
Beim Zensus 2010 wurden im Municipio 159.991 Menschen in 41.083 Wohneinheiten gezählt. Davon wurden 604 Personen als Sprecher einer indigenen Sprache registriert, darunter 119 Sprecher des Náhuatl und 64 Sprecher des Huichol. Etwas über 2,5 % der Bevölkerung waren Analphabeten. 65.601 Einwohner wurden als Erwerbspersonen registriert, wovon ca. 63 % Männer bzw. knapp 4 % arbeitslos waren. Ebenso knapp vier Prozent der Bevölkerung lebten in extremer Armut.

## Orte
Das Municipio Guadalupe umfasst 132 localidades, von denen der Hauptort sowie Tacoaleche, Zóquite, La Zacatecana, San Jerónimo und  Cieneguitas vom INEGI als urban klassifiziert sind. Zehn Orte wiesen beim Zensus 2010 eine Einwohnerzahl von über 1000 auf:
| Ort                    | Einwohner |
| Guadalupe              | 124.623   |
| Tacoaleche             | 008.612   |
| Zóquite                | 003.788   |
| La Zacatecana          | 003.210   |
| San Jerónimo           | 003.080   |
| Cieneguitas            | 002.782   |
| El Bordo de Buenavista | 002.235   |
| Martínez Domínguez     | 001.574   |
| La Luz                 | 001.244   |
| Santa Mónica           | 001.072   |